# Bojár
Bojárnak nevezték Oroszországban, Bulgáriában, Moldvában és Havasalföldön a földesurakat, nemesembereket. A szó szláv eredetű és a boj vagyis harc szóból származik, eredetileg harcost jelentett.
Oroszországban a bojárok képezték az uralkodó fejedelmek közvetlen környezetét, de emellett bizonyos független állásuk is volt: ők viselték a főbb polgári és katonai méltóságokat. Tekintélyük olyan nagy volt, hogy még Rettegett Iván cár is ilyen hozzátétellel adta ki ukázait: „A cár parancsolja s a bojárok jóváhagyták.” A bojárok rangfokozatát az állam szolgálatában töltött idő szerint határozták meg. Az uralkodó visszaélési lehetőségét a bojárok hatalma korlátozta. A cárok igyekeztek ezt megtörni, de csak I. (Nagy) Péternek sikerült, aki meghagyta ugyan a rangokat és címeket, de minden kiváltság és hatalom nélkül.